# Sima
Sima este un oraș situat în partea de est a statului Comore, pe insula autonomă Anjouan, în municipalitatea cu același nume. La recensământul din 2003, localitatea avea o populație de 7.702 locuitori.